# Lathi (stato)
Lo Stato di Lathi (noto anche come Latthi) fu uno stato principesco del subcontinente indiano, avente per capitale la città di Lathi.

## Storia
La famiglia regnante a Lathi derivava da thakore Sejakji, fondatore dello stato di Sejakpur, emigrato dal Kathiawar nel 1260 circa. Suo figlio quartogenito il thakore Saheb Sarangji, fondò lo stato di Arthila ed i suoi discendenti lo governarono per quattro generazioni sino a quando il raja Mandalik di Junagadh non conquistò e saccheggiò Arthila uccidendo il thakore Saheb Dudoji. Sovrano di Arthila si ritirarono quindi a Lathi. Nel 1892 lo stato disponeva di una forza di 12 cavalieri, 25 fanti e 10 cannoni.
Il 15 febbraio 1948 entrò a far parte dell'Unione Indiana.

## Governanti
I regnanti di Lathi avevano il titolo di thakur.

### Thakur

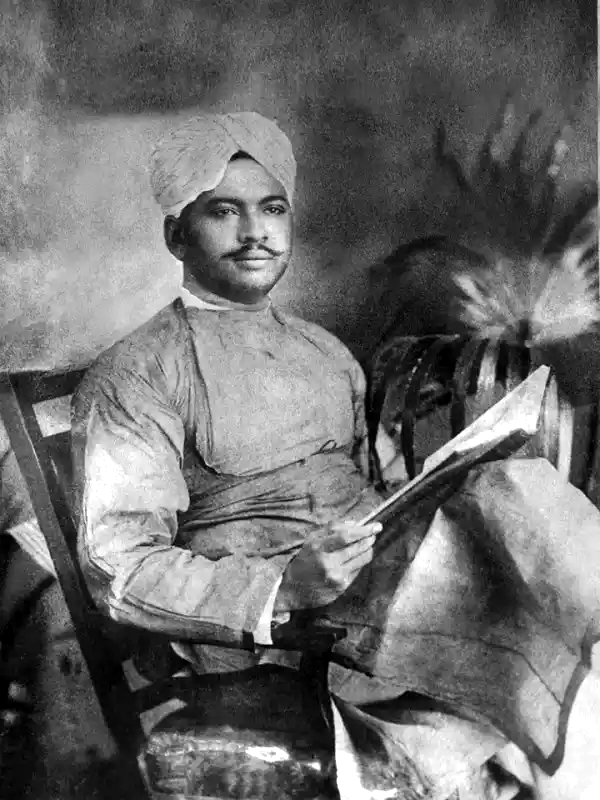
Sursinhji Takhtasinhji Gohil "Kalapi"

- Thakore Saheb SARANGJI SEJAKJI, ?/?
- Thakore Saheb NONGHANJI, fl. 1350
- Thakore Saheb DUDOJI, ?/?
- Thakore Saheb LIMSHAJI DUDOJI, ?/?
- Thakore Saheb Shri JIJIBAWA, ?/?
- Thakore Saheb Shri LAKHAJI JIJIBAWA, 1750/?
- Thakore Saheb Shri DAJIRAJI LAKHAJJI, ?/?
- Thakore Saheb Shri TAKHATSINHJI LAKHAJI, ?/1878
- Thakore Saheb Shri SURSINHJI TAKHTSINHJI, 1878/1900
- Thakore Saheb Shri PRATAPSINHJI SURSINHJI, 1900/1918
- Thakore Saheb Shri PRAHLADSINHJI PRATAPSINHJI, 1918/1948